# Bank of Taiwan

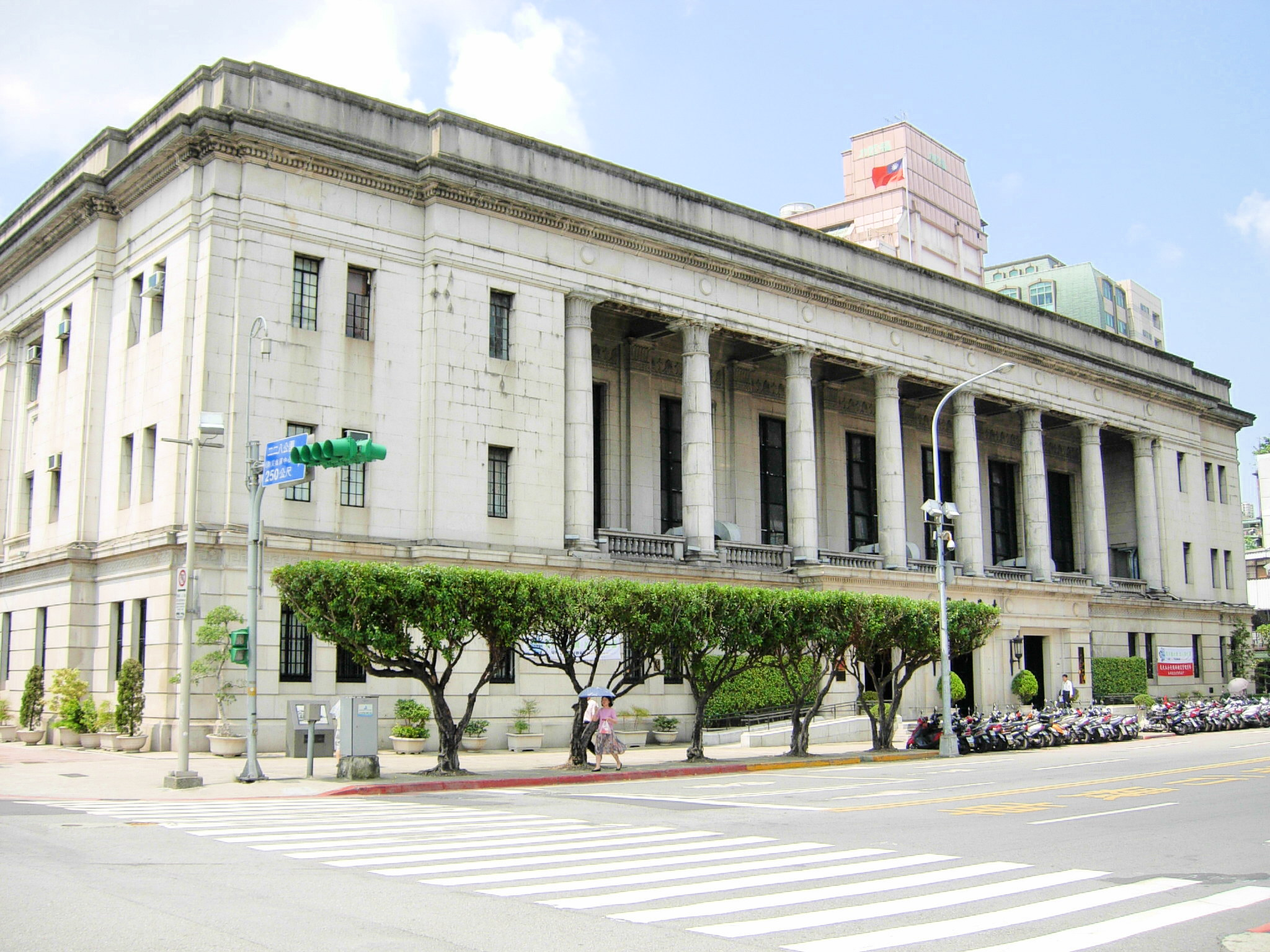
Banco de Taiwan em Taipei

O Banco de Taiwan (BOT, chinês tradicional: 臺灣銀行, pinyin: Táiwān Yínháng) é um banco comercial com sede em Taipei, Taiwan. É administrado e de propriedade do Yuan Executivo de Taiwan.

## História

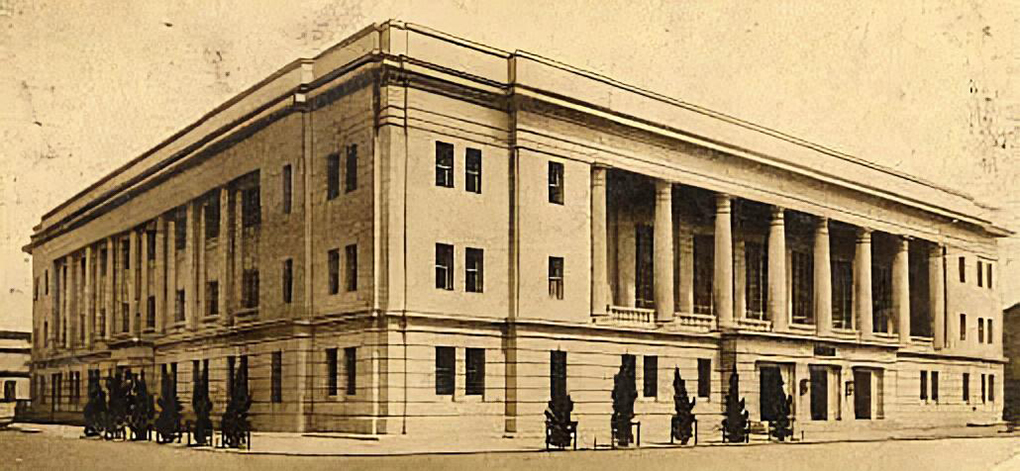
Recém-construído Bank of Taiwan Head Office Building em 1939

O Banco de Taiwan foi estabelecido como banco central de Taiwan em 1899, durante o domínio japonês. A criação do banco foi autorizada em 1897 pelo Bank Act de Taiwan, que incentivou empresas japonesas, como os Grupos Mitsubishi e Mitsui, a investir em Taiwan. Houve ampla cooperação entre o Nippon Kangyo Bank e o Banco de Taiwan. Uma crise financeira enfrentada por esses bancos em 1927 foi aliviada com a assistência do Banco do Japão. As agências bancárias foram criadas em outras partes da Ásia à medida que o império se expandia, incluindo áreas na China e no Sudeste Asiático.
Após a rendição japonesa em 1945, o governo do ROC (liderado pelo Partido Nacionalista Chinês, ou KMT) assumiu o Banco de Taiwan e começou a emitir dólares de Taiwan, também conhecidos como Taiwan Nationalist Yuan, através do Banco de Taiwan. Essa moeda agora é chamada de "antigo dólar de Taiwan". A inflação severa dessa moeda durante a Guerra Civil Chinesa levou o Banco de Taiwan a emitir o Novo Dólar de Taiwan em 1949. Após a perda da China continental na Guerra Civil Chinesa pelo KMT e seu subsequente retiro para Taiwan, o Banco de Taiwan assumiu um papel mais central como banco central do ROC até que o Banco Central da China foi restabelecido em 1961. O Banco de Taiwan foi governado pelo Governo da Província de Taiwan até 1998, quando a governança foi transferida para o Ministério das Finanças do ROC. Em 2001, o Banco Central da China assumiu a tarefa de emitir o Novo Dólar de Taiwan.
Atualmente, o Banco de Taiwan opera um total de 169 agências domésticas, bem como em Tóquio, Cingapura, Hong Kong e República Popular da China. Também foram estabelecidas filiais na cidade de Nova York, Los Angeles, Londres e África do Sul.
Em julho de 2007, o Banco de Taiwan se uniu ao Central Trust of China (中央 信託 局) como parte de um pacote de reforma financeira do governo. O banco continua a operar como uma empresa independente, assumindo alguns aspectos dos negócios bancários do Trust. Em janeiro de 2008, o Banco passou a fazer parte do Taiwan Financial Holding Group (臺灣 金融 控股 公司), que também contém o BankTaiwan Securities e o BankTaiwan Life Insurance.

## Estrutura corporativa

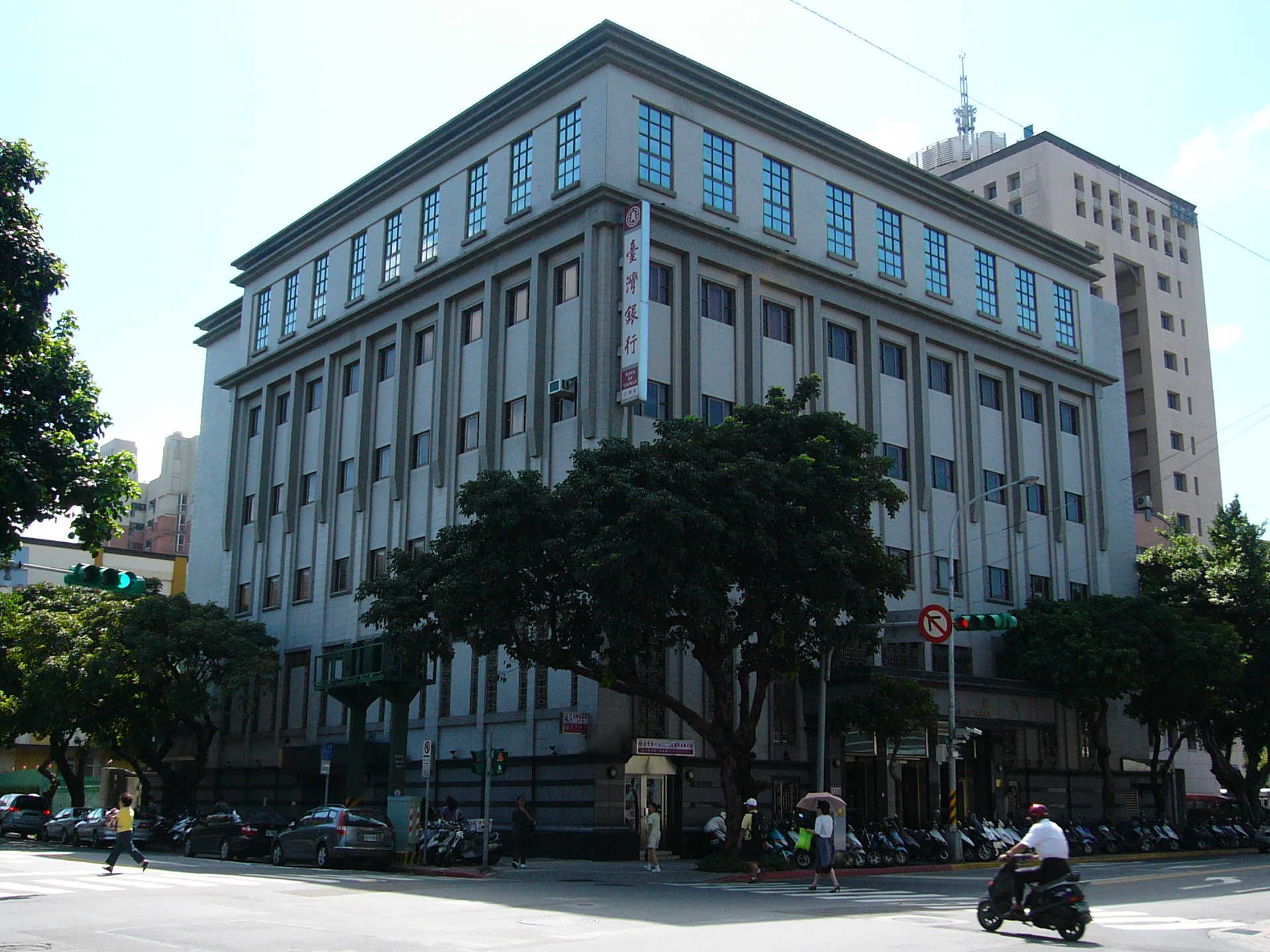
Departamento do Tesouro Público

Departamento de Pesquisa Econômica

O Bank of Taiwan atualmente consiste nos seguintes departamentos de negócios:
- Departamento de Planejamento
- Departamento de Circulação
- Departamento de Negócios
- Departamento de Gestão de Riscos
- Departamento de Finanças Corporativas
- Departamento do Tesouro Público
- Departamento de Finanças ao Consumidor
- Departamento de Bancos Internacionais
- Departamento do Tesouro
- Departamento de Relações de Confiança
- Departamento de Banca Eletrônica
- Departamento de Gestão de Patrimônios
- Departamento de Gestão de Crédito
- Departamento de Seguro de Funcionários do Governo
- Departamento de Gestão Imobiliária
- Departamento de Compras
- Departamento de Operações Domésticas
- Departamento de Gerenciamento de Cargas
- Departamento de Análise de Crédito
- Departamento de Metais Preciosos
- Departamento de Contabilidade
- Departamento de Assuntos Jurídicos
- Departamento de Recursos Humanos
- Departamento de Gerenciamento de Informações
- Departamento de Assuntos Gerais
- Departamento de Pesquisa Econômica
- Departamento de Ética
- Secretariado